# O lacună
O lacună este o operă literară scrisă de Ion Luca Caragiale. Îi are ca personaje principale pe Lache Diaconescu și Mache Preotescu.